# 波蘭—鄂圖曼戰爭
1485年－1503年，波蘭王國與鄂圖曼帝國發生衝突。期間，波蘭王國獲立陶宛大公國、馬佐夫舍公國及條頓騎士團支持，而鄂圖曼帝國則有克里米亞汗國、摩爾達維亞公國及瓦拉幾亞公國支持。這場戰爭在形式上持續了十多年，實際上卻是有數年休戰並以間歇性的方式停止戰爭。由波蘭國王揚一世·阿爾布雷赫特率領遠征摩爾多瓦的波蘭軍隊，最終於1497年以戰敗收場。
1620年－1621年，波蘭立陶宛聯邦與鄂圖曼土耳其帝國因三十年戰爭二度發生武裝衝突，又稱為霍京戰爭。
1633年－1634年，波蘭立陶宛聯邦與鄂圖曼帝國第三度發生武裝衝突，又稱阿巴札・帕夏戰爭。此場戰爭為波蘭與鄂圖曼間非正式的戰爭。 
1672年－1676年，波蘭立陶宛聯邦與鄂圖曼帝國及其盟國克里米亞汗國第四度發生武裝衝突。
1683年－1699年，波蘭立陶宛聯邦與鄂圖曼帝國間的發生第五度衝突。這場戰爭始於1683年的維也納之戰，終於1699年的卡尔洛夫齐条约，波蘭因此收復1672年—1676年間，與鄂圖曼戰爭所失去的土地及卡緬涅茨－波多利斯基要塞。維也納戰爭——又稱“維也納救援”或較少被提到的
“維也納勝利”，指揚三世·索別斯基所帶領的波蘭－奧地利－德意志聯軍救援被奥斯曼帝国军队围困的维也纳，与大維齊爾卡拉・穆斯塔法率領的鄂圖曼帝國軍隊，於1683年9月12日爆发的戰爭，鄂圖曼帝國潰敗後轉攻為守，不再是歐洲基督教世界的威脅。